# Alexeevca (rejon Florești)
Alexeevca – miejscowość i gmina w Mołdawii, w rejonie Florești. W 2014 roku liczyła 1169 mieszkańców.